# Гломфьорд ГЭС
Гломфьорд (норв. Glomfjord kraftverk) — норвежская гидроэлектростанция, расположенная в одноимённой деревне коммуны Мелёй фюльке Нурланн. Источником воды является озеро Недре Наверватн (норв. Nedre Navervatn), находящееся на высоте 465 м над уровнем моря. Планируется начать водозабор из озера Фюканватн (норв. Fykanvatn). Владельцем электростанции является компания Statkraft.

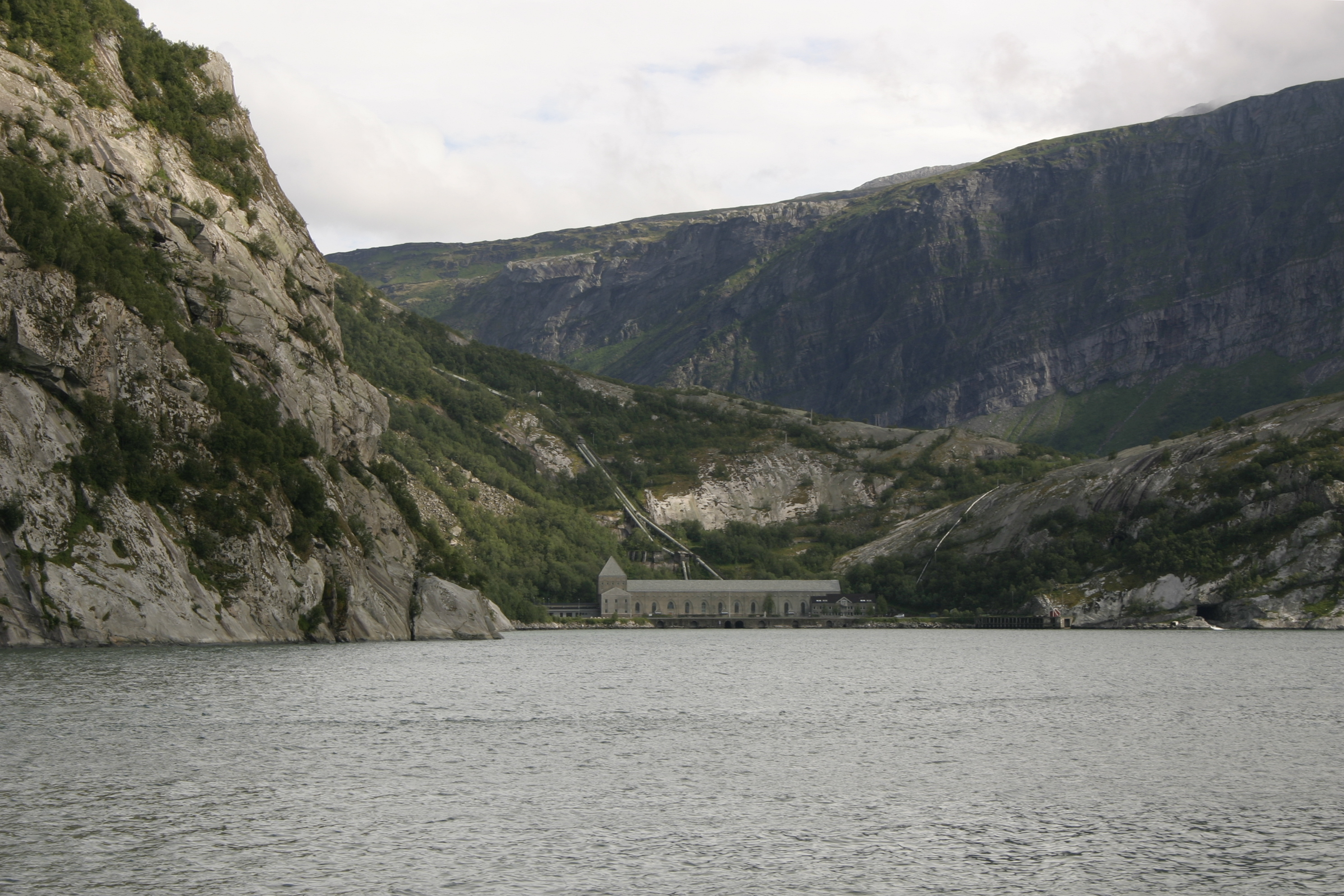
Вид на Гломфьорд ГЭС

## История
Электростанцию возвели в 1918 году по проекту архитектора Олафа Нурдхагена. Во время войны ГЭС имела стратегическое значение, поскольку питала электроэнергией завод по производству алюминия.
В сентябре 1942 года британское управление специальных операций провело на станции  диверсию  (операция «Мушкетон»).  Диверсионная группа в составе британских коммандос и бойцов норвежских вооруженных сил в изгнании повредила электростанцию, разрушив генератор и трубы для подвода воды. До конца войны станция не работала.